# 社交儀礼
社交儀礼 (しゃこうぎれい、英:Courtesy;Politeness, 仏:Courtoisie;Politesse, 独:Hoflichkeit) とは、社交上、配慮すべき儀礼行為を指す。

## 概要
主に西欧諸国の宮廷を中心とした社交界を源流とする儀礼形式であり、対する相手によってその内容 (態度、言動) を変化させることで、序列化を図りつつ対人関係を結ぶことを指す。
社交儀礼においては、自らが身を置く社交空間の中で全体的な秩序の中でどのような対応を取るべきかを留意するものであり、その個人の身分や立場が大きく左右するものであり、自身や相手の立場にかかわらず自律や他者に対し配慮する一般的なマナーとは異なる点である。よって、マナーが他者の存在の有無にかかわらず取る行動規範たり得るが社交儀礼においては常に他者との関係性が重要な価値を占める。社交儀礼とは、その集団の秩序が遵守し、かつその集団 (階級やサロンなど) に属することで、それ以外の人々との区別を図る機能を有する。
特に、王侯貴族が政治や社会の中枢を占めた中世西欧諸国にあっては、儀礼を守ることが、封建的な身分秩序を維持する意味を有していた。ノベルト・エリアスによれば、中世の王侯が集う宴席で、イギリス王に礼を払わないスペインの大公に憤ったフランスの王太子が、大公を立たせたままイギリス王にのみ夕食を供し、儀礼通り皇太子自ら饗応したことがあったという。これはフランス王太子が、王侯にとって重要な社交儀礼の秩序を守るべきことを強調した行為であった。また、14世紀フランスの伝記作家 ジャン・フロワサールの年代記によれば、1356年に英仏間で勃発したポワティエの戦いにてフランス王ジャン2世がイギリスのエドワード黒太子に捕縛された際は、勝利した黒太子がフランス王以下王大子、貴族らを宴席に招いた。その様子について年伝記では、勝利者である黒太子自ら起立したまま、敗将ジャン2世に給仕を行ったと伝えている。勝利者であるにもかかわらず、身分秩序を尊重した振る舞いは騎士道精神に適った行動として黒太子の名声を高めたという。これら社交儀礼が宮廷を中心に発展したのは、それ自体、大衆から隔絶した上流階級で構成された秩序であり、上流階級の中で網の目のような身分や序列が関わっていたことによるところが大きい。
同時に、その秩序に対しては、国王による秩序に権威の付与が必要であることも大きいとエリアスは指摘する。儀礼に関する用語がそれぞれ宮廷から派生していることが多いこともそうした歴史に由来している。とりわけ、王や貴族が集ったフランス・パリのヴェルサイユ宮殿のような空間では社交儀礼は宮廷内部の階級秩序を示す装置でもあった。中世、社交儀礼の当事者であった貴族が保有した特権の多くが、爵位や席次、行動の自由、制限或いは下位の者に課せられる礼儀作法の免除など儀礼的なものが多かったことも、社交儀礼そのものが貴族の体面を維持するための装置であったことを示している。よって、これら伝統的な規則を無視した改革や振る舞いに対して、貴族が大きく反発したのは当然の理であった。
西欧諸国の中でもその宮廷や上流階級の性格の違いは、その国で形成された儀礼の違いによって現れていた。多くの領邦が分立していたドイツでは宮廷ではなく、領邦君主の居城を中心に社交が展開されたことでフランスとは異なる発展を遂げた。同じフランスでもブルボン王朝までの王政時代とナポレオンによる第一帝政以降の帝政時代では社交儀礼の形式も性格が異なっており、イギリスでも紳士を中心とした複数の社交サークルが社交儀礼の重要な役割を果たし、イギリスの宮廷における社交は中心でしかなかった。特にイギリスでは、ロンドン以外に北部のヨークやバースなど地方にも社交文化が発展した。バースの「儀典長」リチャード・ナッシュは元々賭博を業としていたが、独自の規範を定めるなど宮廷や上流階級以外の社会的階層にも社交文化が広がりを見せたといえる。

### 文献資料
- 尾形勇編『歴史学事典【第９巻 法と秩序】』(弘文堂、2002年) ISBN 4335210396